# بنوآ مندلبرات
بِنوآ بی. مَندِل‌برات (به انگلیسی: Benoit B. Mandelbrot) (زادهٔ ۲۰ نوامبر ۱۹۲۴ - درگذشتهٔ ۱۴ اکتبر ۲۰۱۰) ریاضی‌دان فرانسوی‌تبار آمریکایی بود که به پدر هندسه فراکتالی شهرت یافته‌است.

## زندگی
بنوآ مندل‌برات در یک خانوادهٔ یهودی اهل لیتوانی در ورشو زاده شد. در کودکی با خانواده‌اش به فرانسه مهاجرت کرد و در فرانسه فارغ‌التحصیل شد. ماندل‌برو، آمریکایی-فرانسوی بود و در ایالات متحدهٔ آمریکا زندگی می‌کرد.
او استاد بازنشسته و استاد استرلینگ علوم ریاضی دانشگاه ییل و هم‌وند آی‌بی‌ام بود. او بیشتر به‌سبب کارهایش در هندسهٔ فراکتالی شهرت دارد.

## حرفه پژوهش

### تصادفی بودن و فراکتال‌ها در بازارهای مالی
مندلبرات بازارهای مالی را نمونه‌ای از «تصادفی بودن رام‌نشدنی»، که ویژگی‌شان تمرکز و وابستگی بلندمدت است، می‌دانست. او چندین رویکرد برای مدلسازی نوسانات مالی پیش نهاد. در اوایل کارش دریافت که تغییرات قیمت در بازارهای مالی از توزیع نرمال پیروی نمی‌کند، بلکه توزیع پایدار لوی با واریانس بی‌نهایت دارد. او دریافت که برای نمونه قیمت‌ پنبه از یک توزیع پایدار لوی با پارامتر α برابر ۱٫۷ پیروی می‌کند تا یک توزیع نرمال. ویژگی توزیع‌های «پایدار» این است که مجموع چندین متغیر تصادفی، از همان توزیع اما با یک پارامتر مقیاس بزرگتر پیروی می‌کند. اوایل دهه ۶۰، روی داده‌های روزانه قیمت‌ پنبه از ۱۹۰۰، بسیار پیش‌از این‌که او واژه فراکتال را پیش بکشد، کار شده‌بود. پس‌از گسترش مفهوم فراکتال‌ها، بررسی بازارهای مالی از نظر فراکتال‌ها، پس از در دسترس قرارگرفتن داده پربسامد در مالیه ممکن شد. در اواخر دهه ۸۰، مندلبرات از داده‌های میان‌روزانه اولسن و همکاران استفاده کرد تا نظریه فراکتال را به ریزساختار بازار اعمال کند. این همکاری به انتشار نخستین مقاله‌های جامع درباره قانون مقیاس در مالیه انجامید که ویژگی‌های مشابهی را در مقیاس‌های زمانی متفاوت نشان داده و بینش مندلبرات درباره ذات فراکتالی ریزساختارهای بازار را تأیید می‌کنند. پژوهش‌های مندلبرات در این زمینه، در دو کتاب‌ فراکتال‌ها و مقیاس در مالیه (بد)رفتاری بازارها شرح داده شده‌است.

## مرگ
او، ۱۴ اکتبر ۲۰۱۰ در کمبریج، ماساچوست آمریکا بر اثر سرطان درگذشت.